# Nicodemus Tessin młodszy

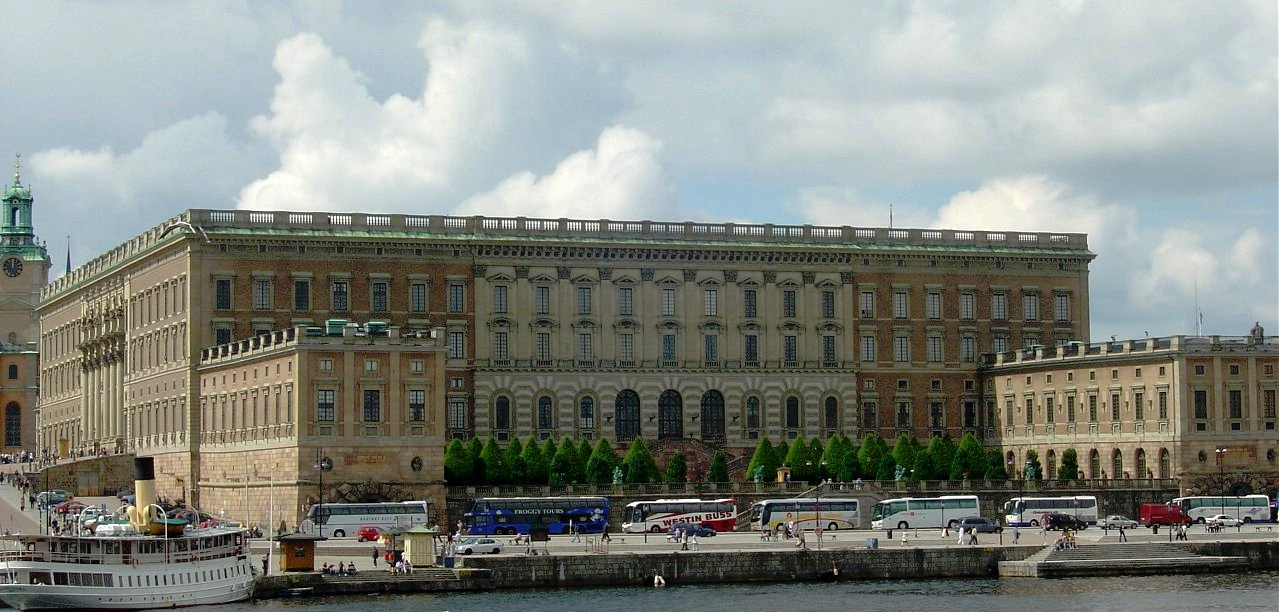
Nicodemus Tessin mł. – Zamek Królewski w Sztokholmie

Nicodemus Tessin młodszy (ur. 23 maja 1654 w Nyköping, zm. 10 kwietnia 1728 w Sztokholmie) – szwedzki architekt.
Nicodemus Tessin starszy oraz Nicodemus Tessin młodszy - ojciec i syn, dwaj szwedzcy architekci, reprezentują nieco odmienny kierunek baroku. Ich dzieła nawiązują do wzorów włoskiego baroku. W pracach Tessina młodszego widoczny jest wpływ sztuki Berniniego. Tessin junior był podobnie jak inny architekt szwedzki tamtej epoki Daniel Cronström (1655–1719) inspirowany rozwiązaniami architektonicznymi pałacu w Wersalu.
Nicodemus Tessin Młodszy ukończył dzieło ojca jakim był letni pałac królewski w Drottningholm pod Sztokholmem.
Do najważniejszych prac Nicodemusa Tessina młodszego należą:
- ukończenie pałacu Drottningholm
- budowa Zamku Królewskiego w Sztokholmie (od 1697),
- budowa własnego pałacu w Sztokholmie "Tessinska Palatset" (1694–1700),
- dwa drewniane kościoły Karlskrony:
  - Kościół Świętej Trójcy w Karlskronie (1697–1709)
  - Kościół Fryderyka w Karlskronie (1720–1744)

Synem Nicodemus Tessin Młodszego był szwedzki polityk Carl Gustaf Tessin.